# Slot canyon

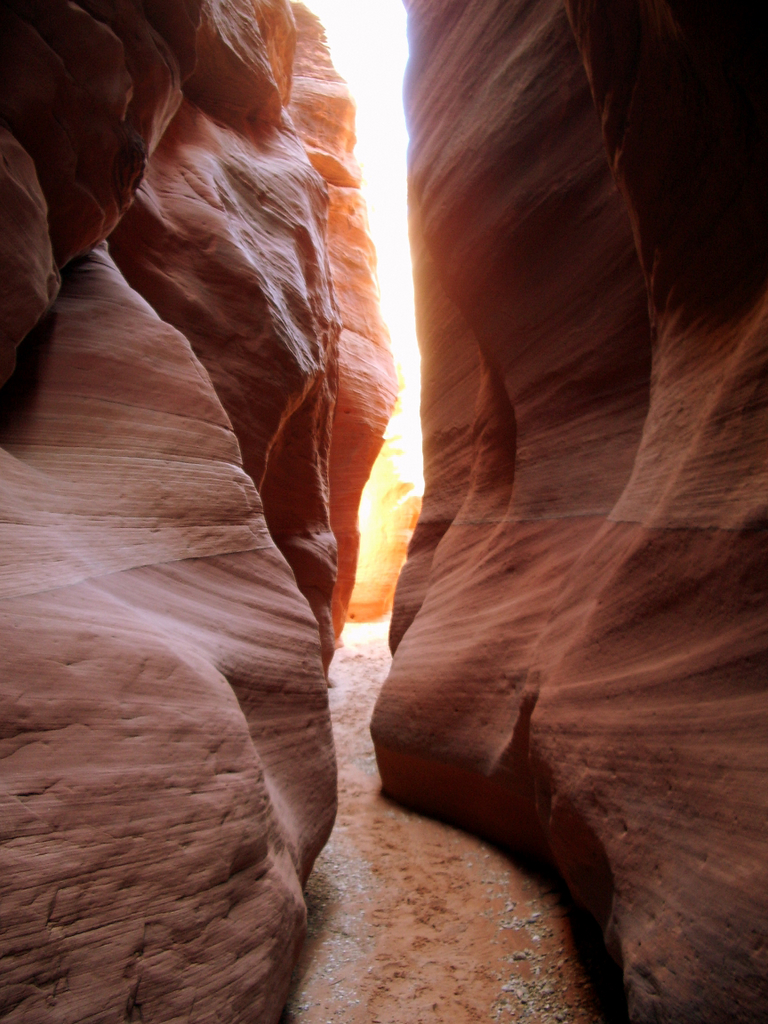
Wirepass Slot Canyon, Buckskin Gulch, Utah

Een slot canyon is een smalle, diepe kloof met steile, vaak verticale wanden, meestal uitgesleten in zandsteen of ander sedimentair gesteente. De diepte-breedteverhouding is doorgaans groter dan 10:1 en kan oplopen tot 100:1. Slot canyons komen vooral voor in het halfdroge zuidwesten van de Verenigde Staten, met name op het Colorado Plateau. Ze zijn gevoelig voor plotselinge overstromingen en herbergen vaak unieke ecosystemen die sterk verschillen van de omliggende droge gebieden. Sommige slot canyons zijn minder dan een meter breed, maar kunnen tot meer dan 30 meter diep zijn.

## Verspreiding en risico's van slot canyons
Slot canyons komen wereldwijd voor in gebieden met geringe neerslag. De bekendste bevinden zich in het zuidwesten van de Verenigde Staten, met name in zuidelijk Utah, waar zich meer dan duizend slot canyons bevinden. Ook in Noord-Arizona, Californië en New Mexico zijn opmerkelijke exemplaren te vinden, waaronder Antelope Canyon en Buckskin Gulch. Buiten de VS zijn er ook slot canyons in onder meer de Sierra de Guara (Spanje), de Pyreneeën, en de Blue Mountains in Australië, waar zich meer dan 900 canyons bevinden in een smalle zandsteenlaag. Andere Australische locaties zijn onder andere Karijini en Purnululu National Park.

### Gevaren
Slot canyons brengen aanzienlijke gevaren met zich mee, waaronder vallende stenen, gladde oppervlakken, nauwe doorgangen en vooral plotselinge overstromingen (flash floods). Deze kunnen zelfs ontstaan door regenval op grote afstand van de canyon zelf. Door de moeilijkheid van evacuatie en redding zijn ongelukken soms fataal, zoals in Claustral Canyon (Australië, 1982) en Lower Antelope Canyon (VS, 1997), waar meerdere doden vielen door flash floods. Veiligheidsmaatregelen zoals vast gemonteerde ladders en waarschuwingssystemen zijn sindsdien op sommige locaties ingevoerd.